# Kościół św. Marka w Chojnie
Kościół św. Marka w Chojnie (niem. Sankt Markus Kirche) – kościół filialny w Barnkowie, przedmieściu Chojny (województwo zachodniopomorskie, powiat gryfiński), na rogu ulic Barnkowo i Słowiańskiej.
Jest to niewielka budowla gotycka z XV wieku, jednonawowa, zbudowana z kamieni i cegły na fundamentach romańskich. Wieża czworoboczna została dobudowana w XIX wieku w stylu neogotyckim. Ołtarz z XVI w.

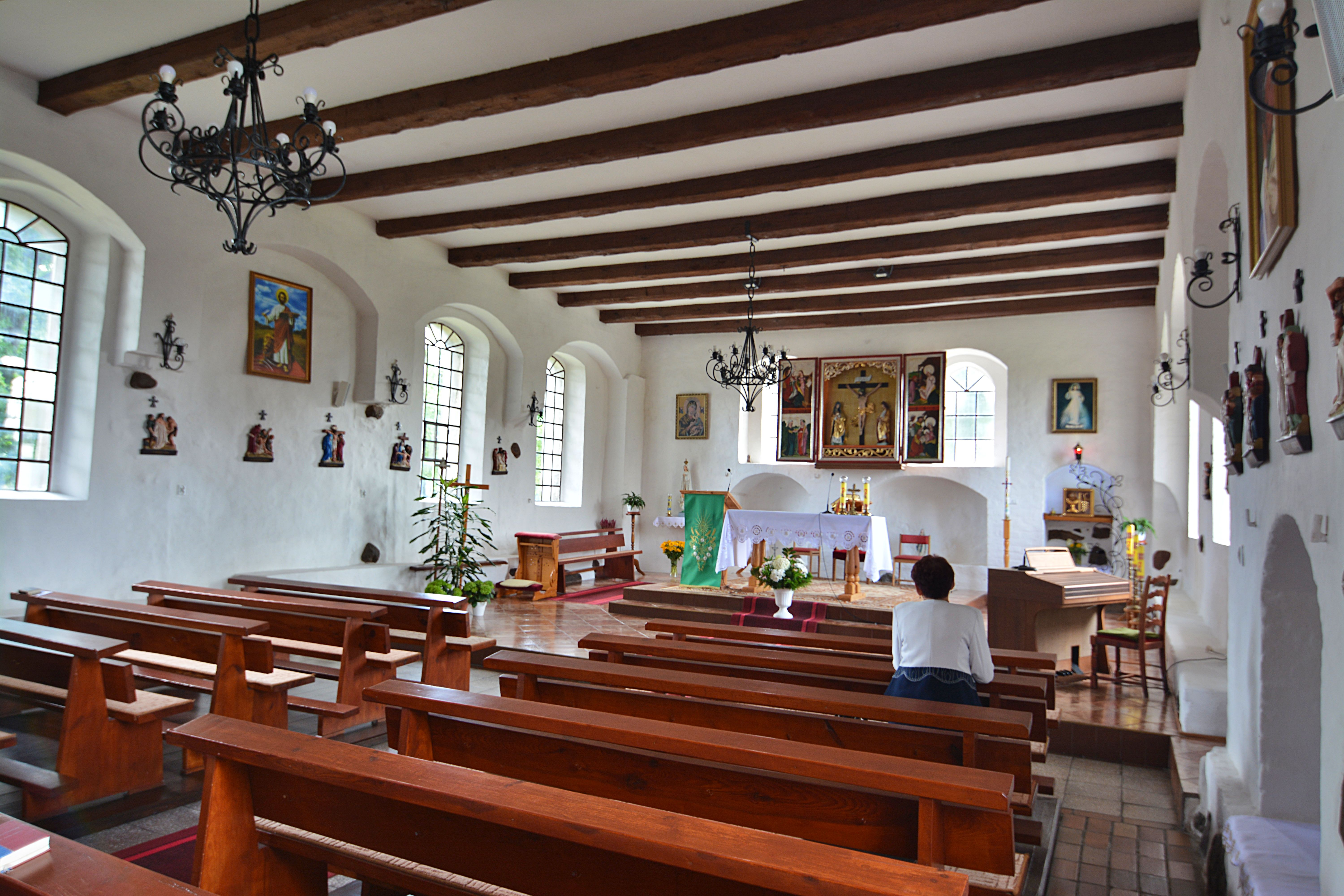
Wnętrze kościoła